# Dorothy Kozak
Dorothy Elsie Kozak (* 17. April 1932 in Calgary; † 14. Juni 2009 in Manitoba) war eine kanadische Sprinterin und Weitspringerin.
1954 scheiterte sie bei den British Empire and Commonwealth Games in Vancouver über 100 Yards im Vorlauf und gewann Bronze mit der kanadischen 4-mal-110-Yards-Stafette.
Bei den Olympischen Spielen 1956 in Melbourne schied sie im Weitsprung und in der 4-mal-100-Meter-Staffel in der ersten Runde.
1955 wurde sie Kanadische Meisterin über 220 Yards.

## Persönliche Bestleistungen
- 100 m: 11,9 s, 1956
- Weitsprung: 5,64 m, 1956